# Otto Hieronimus
Otto Hieronimus (26. července 1879 Kolín nad Rýnem – 8. května 1922 Štýrský Hradec) byl rakouský konstruktér automobilů a motorů, pilot a automobilový závodník německého původu. Patřil k nejúspěšnějším rakouským automobilovým závodníkům, účastnil se zejména závodů do vrchu.

## Život

### Mládí a práce pro Benz & Cie
Otto Hieronimus se narodil v roce 1879 v Kolíně nad Rýnem jako syn tamního zástupce firmy Benz & Cie. V letech 1896 až 1898 působil u firmy Benz v Mannheimu. Dále se vzdělával a navštěvoval i technickou školu v durynském Hildburghausenu. V roce 1901 předával vůz Benz Patent Motorwagen číslo 1 Arnoldu Spitzovi. Spitz, největší prodejce automobilů ve Vídni, obchodoval s vozy značek Benz & Cie., De Dion-Bouton a Mercedes a Hieronima zaměstnal, pověřil jej konstrukcí vlastního vozu pro firmu Gräf & Stift. Hieronimus zkonstruoval vůz známý jako Spitz-Wagen, všechny vyrobené vozy z let 1902 a 1903 Spitz prodal.

### Laurin & Klement

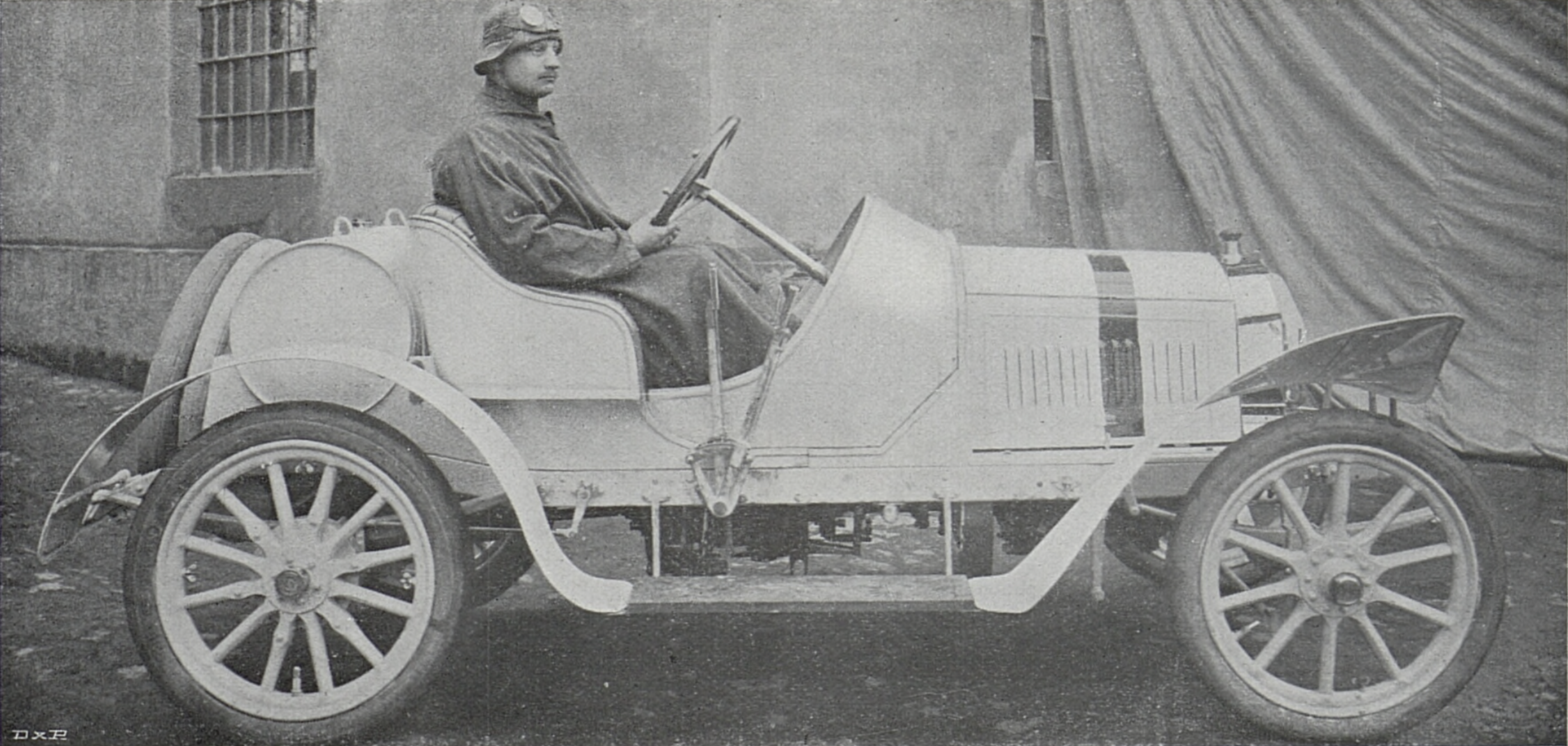
Hieronimus se strojem Laurin & Klement FC, se kterým zvítězil v závodě St. Petersburg – Moskva (1908)

Od roku 1907 pracoval Hieronimus v Mladé Boleslavi u firmy Laurin & Klement, kde se uplatnil jako konstruktér a vynikající závodník. V roce 1908 stanovil Hieronimus na prvním stálém okruhu světa v anglickém Brooklands nový rychlostní rekord. Na trati dlouhé 2,76 míle jel s vozem Laurin & Klement FCS rychlostí 118,72 km/h. Od prosince 1907 pracoval jako konstruktér a ředitel u firmy Laurin & Klement, předchůdce dnešní firmy Škoda Auto. Zde také Hieronimus konstruoval letecké motory, první vznikl v roce 1909, první let s letadlem L&K uskutečnil v roce 1910. 

### V Rakousku

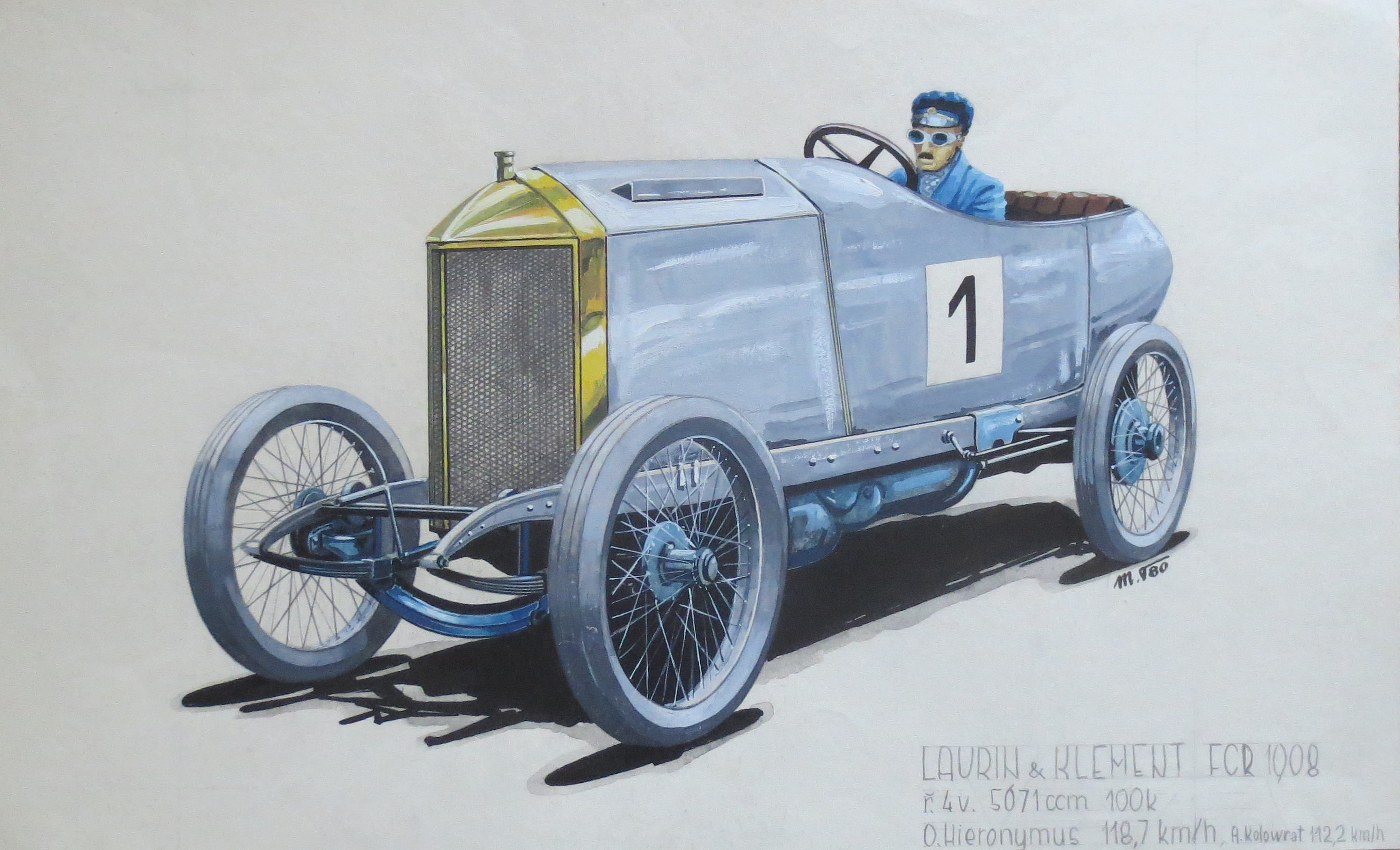
Laurin & Klement FCR, se kterým O. Hieronimus v roce 1911 zvítězil v závodě Zbraslav-Jíloviště

V květnu 1911 ale firmu Laurin & Klement opustil a i během první světové války se věnoval konstrukci leteckých motorů u firmy Warchalowski v Rakousku. Vyvinul motor Hiero, který byl používán v řadě rakousko-uherských letounů za I. světové války i v poválečných konstrukcích vzniklých v Československu. Saintgermainská smlouva ale další vývoj zastavila a Hieronimus se tak opět vrátil ke konstruování automobilů a k automobilovým závodům. Na prvním poválečném ročníku závodu Zbraslav-Jíloviště startoval s vozem Austro-Daimler. Zvítězil v kategorii F7 (sériové vozy) do 6 l zdvihového objemu v čase 4:09 min. Následně pak působil jako technický ředitel továrny Österreichische Waffenfabriksgesellschaft ve Steyru. 

### Úmrtí
Otto Hieronimus zahynul 8. května 1922 při havárii vozu Steyr s třílitrovým motorem při tréninku na závod do vrchu Rieß. Zemřel na následky svých zranění po převozu do nemocnice ve Štýrském Hradci. Byl pohřben 16. května 1922 ve Vídni na Dornbašském hřbitově v okrese Hernals.

## Sportovní úspěchy

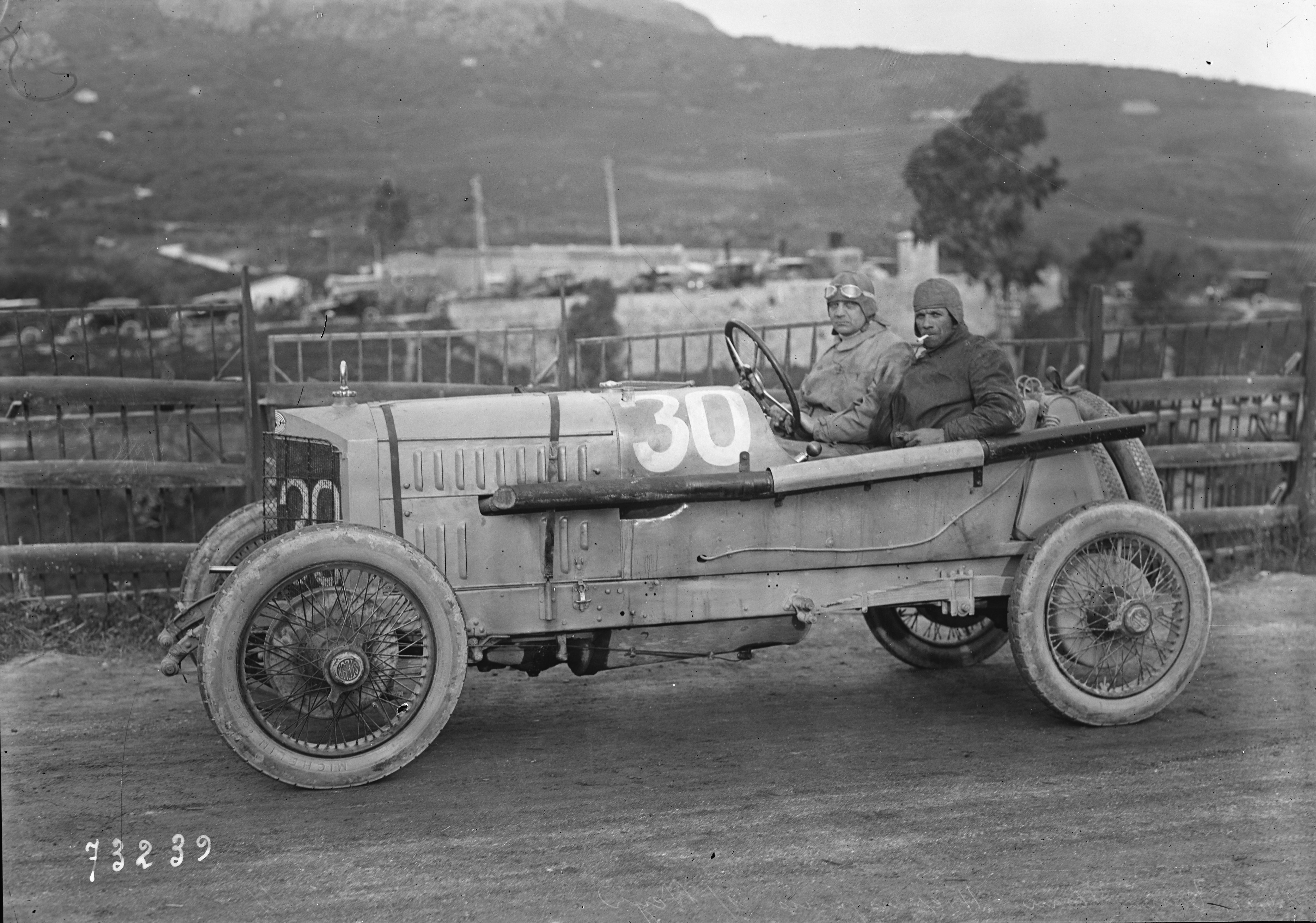
Otto Hieronimus s vozem Steyr při závodě Targa Florio v roce 1922

V květnu 1908 Hieronimus zvítězil ve své třídě s vozem Laurin & Klement FC o výkonu 16 koní v závodě St. Petersburg – Moskva. V roce 1911 s automobilem Laurin & Klement FCR zvítězil a současně vytvořil traťový rekord 3:44,2 min. na závodu do vrchu Zbraslav - Jíloviště. V roce 1914 vyhrál jízdu Alpami a Karpaty. Při sicilském závodě Targa Florio v roce 1922 dojel celkově sedmý a ve třídě vozů o objemu do 3 litrů zvítězil.

### Vítězství
Zdroj:
- 1901, 1903 a 1904: závod do vrchu Exelberg (Vídeň), na vozech De Dion-Bouton (1x) a Spitz 60 HP (2x);
- 1903: vítězství v závodě do vrchu Nice - La Turbie, Mercedes 60 HP;
- 1903: druhý ročník poháru Henriho de Rothschilda, kilometr s letmým startem[12];
- 1905: závod do vrchu Kesselberg v Německu (Herkomer Konkurrenz), Mercedes 90 HP;
- 1908: vítězství v kategorii, rallye Petrohrad - Moskva, Laurin & Klement FC 16 HP; celkově 5. místo[13];
- 1908: světový rychlostní rekord v Brooklands[14];
- 1909: vítězství ve třídě v závodech do vrchu Rieß a Semmering
- 1910: Alpská jízda (zlatá medaile)
- 1911: Závod Zbraslav - Jíloviště, Laurin-Klement FCR (vítězství ve třídě a 7. místo absolutně);
- 1911: závod do vrchu Terst-Opicina, Laurin-Klement (1. místo ve třídě a 8. absolutně);
- 1914: Alpen- und Karpatenfahrt;
- 1922: vítězství ve třídě do 3 litrů Targa Florio, celkově 7. místo v závodě, Steyr.

V roce 1903 se účastnil s vozem Mercedes i závodu Paříž-Madrid, dojel 62.